# Yvon Pesqueux
 (décembre 2013).
Si vous disposez d'ouvrages ou d'articles de référence ou si vous connaissez des sites web de qualité traitant du thème abordé ici, merci de compléter l'article en donnant les références utiles à sa vérifiabilité et en les liant à la section « Notes et références ».
 (janvier 2017).
 (décembre 2019).
Il peut être nécessaire de l'améliorer pour respecter le principe de neutralité de point de vue. Veuillez consulter la page de discussion pour plus de détails.

Yvon Pesqueux, né le 18 juin 1951 à Bernay, est professeur de science de gestion français, au Conservatoire national des arts et métiers, titulaire de la chaire de développement des systèmes d'organisation et auteur d'ouvrages de sciences des organisations.

## Biographie

### Carrière académique
Ancien élève de l'École normale supérieure de Cachan (à l’époque, « de l’enseignement technique »), il obtient un doctorat en économie à l'Université Paris-1 Panthéon-Sorbonne en 1975 et l'agrégation des techniques économiques de gestion la même année. En 2011, il est fait Docteur Honoris Causa de l'Université Danubius à Galati en Roumanie. 
Professeur titulaire de la chaire « Développement des Systèmes d’Organisation » au Conservatoire national des Arts et Métiers, il est co-responsable du Master « Organisation et Gouvernance du Développement Durable », et est devenu professeur émérite.

## Publications
- Programmation linéaire en collaboration avec Philippe Chrétienne et Jean Claude Grandjean, Technip, Paris, 1978
- Le nouveau Plan Comptable, la Documentation Française, Paris, 1980
- Pratique de la comptabilité analytique en collaboration avec Bernard Martory, Dunod, Paris, 1986
- Manuel Economie d'entreprise T.G chez Nathan, Paris, en collaboration avec Bernard Martory (1980-1985)
- Manuel Economie d'entreprise T.G chez Nathan, Paris, en collaboration avec Bernard Martory et Michel Lomi (1980-1985)
- L'entreprise mise à nu, Economica, Paris, 1987
- La nouvelle comptabilité des coûts, PUF en collaboration avec Bernard Martory, Paris, 1995
- Contrôle de gestion - Le pilotage de la performance, (et al.), Dunod, Paris, 1998, réédition en 2004
- Mercure et Minerve : perspectives philosophiques sur l'entreprise, Ellipses en collaboration avec Bernard Ramanantsoa, Alain Saudan et Jean Claude Tournand, Paris, 1999
- Le gouvernement de l'entreprise comme idéologie, Ellipses, Paris 2000[3].
- Organisations : modèles et représentations, PUF, Paris, 2002
- Ethique des affaires – Management par les valeurs et responsabilité sociale, Editions d'Organisation, Paris, 2002 (en collaboration avec Yvan Biefnot)
- Points de vue sur les sciences de gestion, Yvon Pesqueux (Ed.), L'Harmattan, Paris, 2003
- L'entreprise multiculturelle, L'Harmattan, Paris, 2004, collection « L'esprit économique »
- La « dérive » organisationnelle, L'Harmattan, Paris, 2004, collection « Dynamiques d'entreprise » (en collaboration avec Bruno Triboulois)
- L'organisation en réseau : mythe ou réalité, PUF, collection « La politique éclatée », Paris 2004 (en collaboration avec Michel Ferrary)
- Stakeholder Theory: A European Perspective, Palgrave-macmillan, Basingstoke, UK, 2005 (en collaboration avec Maria Bonnafous-Boucher) (Eds.)
- Management de la connaissance - Knowledge Management & Apprentissage organisationnel & Société de la connaissance, Economica, Paris, 2006 (en collaboration avec Michel Ferrary), 2e édition en 2011
- Décider avec les parties prenantes, La Découverte, collection « Recherches », Paris, 2006 (en collaboration avec Maria Bonnafous-Boucher) (Eds.)Cet ouvrage rassemble 16 contributions de chercheurs à la théorie des parties prenantes (stakeholders). Sa lecture nécessite une connaissance préalable de cette théorie[4].
- Gouvernance et privatisation, PUF, collection « la politique éclatée », Paris, 2007
- Qualité et Management: une analyse critique, Economica, Paris, 2008[5]
- Filosofia e Organizacoes, CENCAGE Learning, Sao Paulo, Brésil, 2008
- La société du risque – Analyse et critique, Economica, Paris, 2009 (en collaboration Avec J. Méric & A. Solé)
- Management de la connaissance - Knowledge Management & Apprentissage organisationnel & Société de la connaissance, Economica, Paris, 2011 – 2e édition (en collaboration avec Michel Ferrary)
- Imaginaires, Savoirs, Connaissance, Colloque du CNAM des Pays de Loire, Angers, 2010, Editions du CNAM - Pays de Loire, 2012 (en collaboration avec Georges Bertin)
- Le développement professionnel des cadres – apprentissage et gestion des connaissances, (Ed.), sceren / esen, Poitiers 201
- Contrôle de gestion, 4e édition, Dunod, Paris, 2013 (en collaboration avec Hélène Löning & Véronique Malleret & Jérôme Méric)44
- Épistémologie des sciences de gestion, Vuibert, collection « fnege », Paris, 2013 (en collaboration avec Alain-Charles Martinet)
- Moment libéral et entreprise (la fin d’un dogme), www.boostzone-editions.fr, collection « essai », 2013
- L'organisation de la transgression, L'Harmattan, collection "Perspectives organisationnelles", Paris, 2014 (en collaboration avec Sonny Perseil)
- L'entreprise durable et le changement organisationnel - L'organisation innovatrice et durable, Éditions Management & société, Cormelles-le-Royal, 2014 (en collaboration avec Eric Simon & Isabella Vasconcelos)
- Contrat psychologique et organisations – Comprendre les accords écrits et non écrits, Pearson France, Paris, 2014, (en collaboration avec Denise Rousseau & Pascale de Rozario & Rémi Jardat)
- Faire l’économie de la dénonciation, L’Harmattan, collection « perspectives organisationnelles », Paris, 2015 (en collaboration avec S. Perseil)
- Performance Management and Control, Dunod, Paris, 2016 (en collaboration avec Hélène Löning & Véronique Malleret & Jérôme Méric)
- La confiance en questions, L’Harmattan, Paris, 2016 (en collaboration avec Sophie Agulhon & Franck Guarnieri & Sonny Perseil)
- Le Vivant : histoires, Éditions du Cosmogone, Lyon, 2016 (en collaboration avec Georges Bertin)
- Un nouveau regard sur la triche et le mensonge, L’Harmattan, collection « perspectives organisationnelles », Paris, 2017 (en collaborations avec S. Perseil & Y. C. Banaon & K. Ben Mansour)
- Théorie des organisations, Pearson Education, collection « éco gestion », Paris, 2018 (en collaboration avec Pascale de Rozario)
- La Suisse est-elle un modèle ?, L’Harmattan, Paris, 2018 (en collaboration avec Sonny Perseil et François Garçon)
- La réalité de la fiction, ou des relations entre fiction, narration, discours et récit, L'Harmattan, Paris, 2019 (en collaboration avec Benoît Petitprêtre et Sonny Perseil).
- Réfléchir – De l’importance de la tâche réflexive en sciences de gestion, Ems, collection « management et société », Caen, 2022.